# Сивокозов, Кирилл Михайлович
Кирилл Михайлович Сивокозов (25 сентября 1903 — 27 августа 1983) — передовик советского сельского хозяйства, бригадир свеклосовхоза «Индустриальный» Министерства пищевой промышленности СССР, Шевченковский района Харьковской области, Герой Социалистического Труда (1948).

## Биография
Родился в 1903 году в селе Порозок Ахтырского уезда Харьковской губернии. Русский.
В 1931 году переехал жить в село Огурцовка Купянского района Харьковской области. Работал бригадиром полеводческой бригады в совхозе "Индустриальный". Во второй половине 1940-х годов стал бригадиром свеклосовхоза "Индустриальный". 
В 1947 году его бригада получила высокий урожай пшеницы. На площади 39 гектаров было получено по 35,3 центнеров с гектара. 
Указом Президиума Верховного Совета СССР от 30 апреля 1948 года за получение высокого урожая пшеницы Кириллу Михайловичу Сивокозову было присвоено звание Героя Социалистического Труда с вручением ордена Ленина и медали «Серп и Молот».
Продолжал работать в совхозе до 1970 года.
Выйдя на пенсию, переехал жить в город Харьков. Умер 27 августа 1983 года. Похоронен в Харькове. 

## Награды
- золотая звезда «Серп и Молот» (30.04.1948)
- орден Ленина (30.04.1948)
- другие медали.